# Donots
Donots est un groupe allemand de punk rock, originaire d'Ibbenbüren. Tous les membres du groupe, sauf Alex, sont végétariens. La plupart des morceaux du groupe sont produits par Fabio Trentini, bassiste du groupe allemand H-Blockx. Le groupe a son propre podcast sur iTunes où ils parlent des Ramones, de l'alcool au volant, de Johnny Cash et bien d'autres choses.
Les Donots ont fait beaucoup de tournées, partageant des scènes avec des groupes tels que Millencolin, Samiam, Bad Religion, All, 3 Colours Red, A, Bloodhound Gang, Anti-Flag, NOFX, Midtown, Hot Water Music, Blink-182, Lagwagon, the Offspring, Thrice, Boysetsfire, Die Toten Hosen, Less Than Jake, The Vandals, The Hives, Iggy Pop, Bombshell Rocks, AFI, The Bouncing Souls, Favez, Beatsteaks, Weezer, Strike Anywhere, Jimmy Eat World et beaucoup beaucoup d'autres.

## Histoire

### Débuts (1993–1998)
Le nom du groupe est trouvé par hasard ; le bassiste du groupe, Jan-Dirk Poggemann, voulait nommer le groupe d'après les pâtisseries (les donuts, comme dans la série télévisée Les Simpson), mais il se trompe dans l'orthographe et écrivit Donots. Les autres membres du groupe aiment le nom, parce qu'ils y retrouvent leur philosophie (en anglais donots ressemble à do nothing, c'est-à-dire ne rien faire), et du coup gardent le nom. En de très rares occasions, le groupe s'appelait Ibbtown Rockers en référence à leur ville d'origine.
The Donots sont formés en 1993 par Ingo Knollmann au chant, son frère Guido Knollmann à la guitare, Jan-Dirk Poggemann à la basse, Jens « Stone » Grimstein à la guitare et Jens Trippner à la batterie. Le groupe préféré de Guido est Rancid. Ils jouent pour la première fois sur scène le 16 avril 1994 au Scheune dans leur ville d'origine d'Ibbenbüren. Ils jouent en soutien à d'autres groupes locaux, puis enregistrent et publient les démos We Do Not Care So Why Should You? et Mellow D's and Harm on E's en 1994 et 1995, respectivement. Le batteur Jens Trippner est remplacé par Eike Herwig en 1995.
En 1996, le groupe publie son premier album, Pedigree Punk, au label indépendant Headshock Records et, peu après, Alex Siedenbiedel remplace Stone Grimstein à la guitare, pour finaliser la formation. Ils jouent en Allemagne en soutien à Blink-182, Propagandhi, No Fun at All, Terrorgruppe et No Use for a Name. Ils publient leur deuxième album, Tonight's Karaoke Contest Winners, au printemps 1998, qui suit par leur première tournée avec Samiam et ErrorType:11. Cette année, ils remportent le concours du Bizarre Festival, leur permettant ainsi de mieux se populariser dans la scène musicale underground, qui les mènent à signer avec la major GUN Records (Sony BMG).

### Succès (1999–2007)

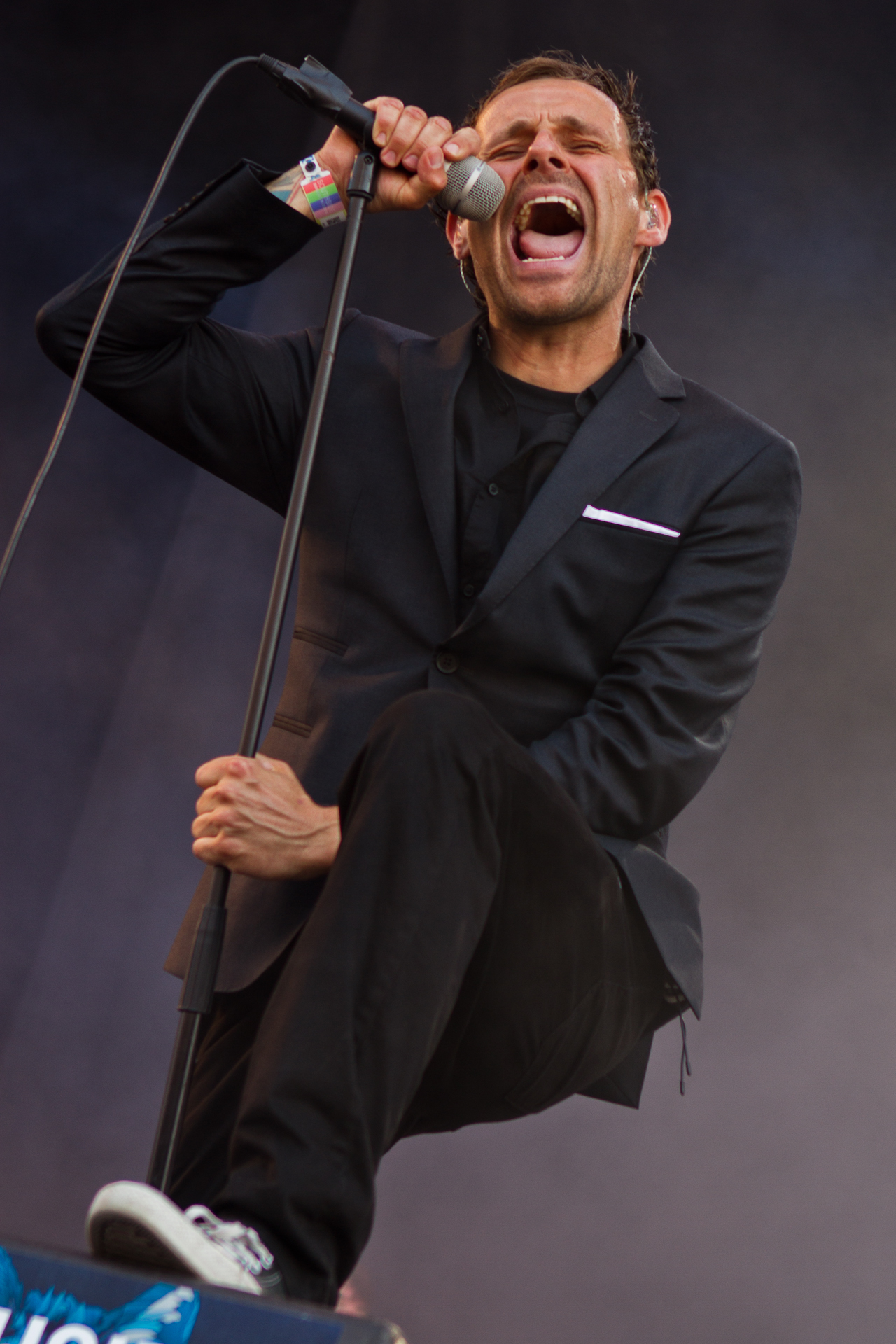
Ingo Knollmann au Southside Festival en 2014.

The Donots publient leur troisième album et premier chez une major, Better Days Not Included, en 1999, produit par le producteur de Die Ärzte, Uwe Hoffmann, et un premier single, Outshine the World, qui est un peu joué à la radio et à la télévision. Ils jouent leur première tournée en tête d'affiche, appelée Ladies First, James Last en Allemagne, Autriche, Italie et aux Pays-Bas, avec leurs pairs Beatsteaks. En 2001, le groupe publie son quatrième album, Pocketrock, qui les mènent droit au succès, en particulier grâce au single Whatever Happened to the 80s, qui se classe 67e en Allemagne. Les autres singles Room With a View, Today et Superhero sont joués sur MTV. Ils jouent ensuite avec Midtown en soutien. L'année suivante, Pocketrock est réédité au label Burning Heart Records en Europe.
Leur cinquième album, Amplify the Good Times, est publié en mai 2002, et atteint un succès mineur grâce aux singles Saccharine Smile et Big Mouth. Après la sortie de l'album, ils jouent une tournée européenne avec Millencolin et Anti-Flag. En septembre, ils publient une reprise de la chanson We're Not Gonna Take It de Twisted Sister sur un EP, qui atteindra la 33e place des classements allemands. Il suit de la tournée Amplify the Good Tour avec Favez. En 2003, Amplify the Good Times devient un hit au Japon, atteignant la 10e place des classements nationaux ; le single Saccharine Smile atteint la 19e place de l'Oricon. Le groupe effectue sa première tournée japonaise en juin 2003. Cette même, ils enregistrent Protest Song avec Anti-Flag, publiée comme chanson bonus sur l'album The Terror State. Par ailleurs, deux chansons (Saccharine Smile et Get Going) apparaissent dans les jeux de simulation de musique GuitarFreaks et DrumMania édités en 2003 par Konami. Saccahrine Smile fait aussi partie de la bande son du jeu Burnout 3: Takedown.
The Donots publient leur sixième album, Got the Noise, en 2004, qui comprend les singles We Got the Noise et Goodbye Routine, ce dernier atteignant la 33e place des classements nationaux. Les invités sur l'album Got the Noise sont Jason Perry du groupe anglais A sur Alright Now, et le groupe anglais 3 Colours Red qui joue et chante sur Knowledge. La chanson We Got the Noise devient la chanson thème du jeu vidéo MVP Baseball 2005.
Le groupe participe aussi à la compilation Rock Against Bush, Vol. 2, publié au label Fat Wreck Chords, avec la chanson Time's Up. En 2005, ils publient leur premier DVD, Ten Years of Noise. Toujours en 2005, le groupe est présent sur la bande originale du jeu vidéo Need for Speed: Underground Rivals.
En 2006, le groupe quitte son label à cause de divergences créatives. Le guitariste Guido expliquera plus tard qu'ils n'étaient pas sur la même longueur d'onde. Le groupe publie une compilation de faces-B intitulée The Story So Far: Ibbtown Chronicles. Puis cette même année, ils lancent leur propre label, Solitary Man Records. Le chanteur Ingo produit le dernier album de Waterdown intitulé All Riot, sorti sur le label Victory Records, le 24 janvier 2006. En août 2006, le groupe travaille sur une quarantaine de nouvelles chansons. Ils prévoient d'enregistrer à la fin de 2006, et de sortir un nouvel album au début de 2007.

### Solitary Man Records (2008–2013)
Après une courte pause, ils publient leur septième album, Coma Chameleon, à leur propre label, Solitary Man Records, en mars 2008. L'album marque un changement de style musical, qui passe du pop punk, à un rock alternatif et punk rock plus sombre et offensif. Le groupe retrouve le succès avec la sortie du single Stop the Clocks, qui est joué à la radio, et nommé d'un 1LIVE Krone dans la catégorie de « meilleur single ». Le groupe joue sa première tournée en tête d'affiche en quatre ans avec Disco Ensemble pendant le printemps la même année, et avec American Steel et Fire in the Attic en automne. En 2009, ils publient l'EP To Hell with Love au Royaume-Uni. La même année, ils jouent en soutien avec Die Toten Hosen pendant leur tournée Machmalauter Tour et publie le DVD live To Hell with Live.
The Donots publient leur huitième album, The Long Way Home, en 2010, qui comprend les singles Calling et Forever Ends Today. Cette année, ils soutiennent Green Day à toutes leurs dates allemandes pendant leur tournée 21st Century Breakdown World Tour. Une édition spéciale internationale de l'album est publiée en septembre au Royaume-Uni chez Lockjaw Records, et en novembre aux États-Unis chez OK!Good Records. La tournée The Long Way Home Tour prend place en automne 2010 avec Royal Republic. En 2012, ils publient leur neuvième album, Wake the Dogs, publié chez Solitary Man Records, conjointement associé à Vertigo Records (Universal Music Group). Il est le premier du groupe à atteindre le top 10. En été 2012, ils jouent aux festivals Rock am Ring et Rock im Park. Ils jouent en soutie n à leur album à la tournée Wake the Dogs Tour en automne 2012 avec Atlas Losing Grip et Nothington. L'album comprend trois singles, Come Away With Me, You're So Yesterday et So Long qui fait participer Frank Turner.
En 2013, le groupe effectue une tournée américaine, sur la côte est avec Flogging Molly et Mariachi El Bronx, et sur la côte ouest avec Anti-Flag et C.J. Ramone. La tournée est filmée et publiée en DVD sous le titre Wake the States.

### Dernières activités (depuis 2014)

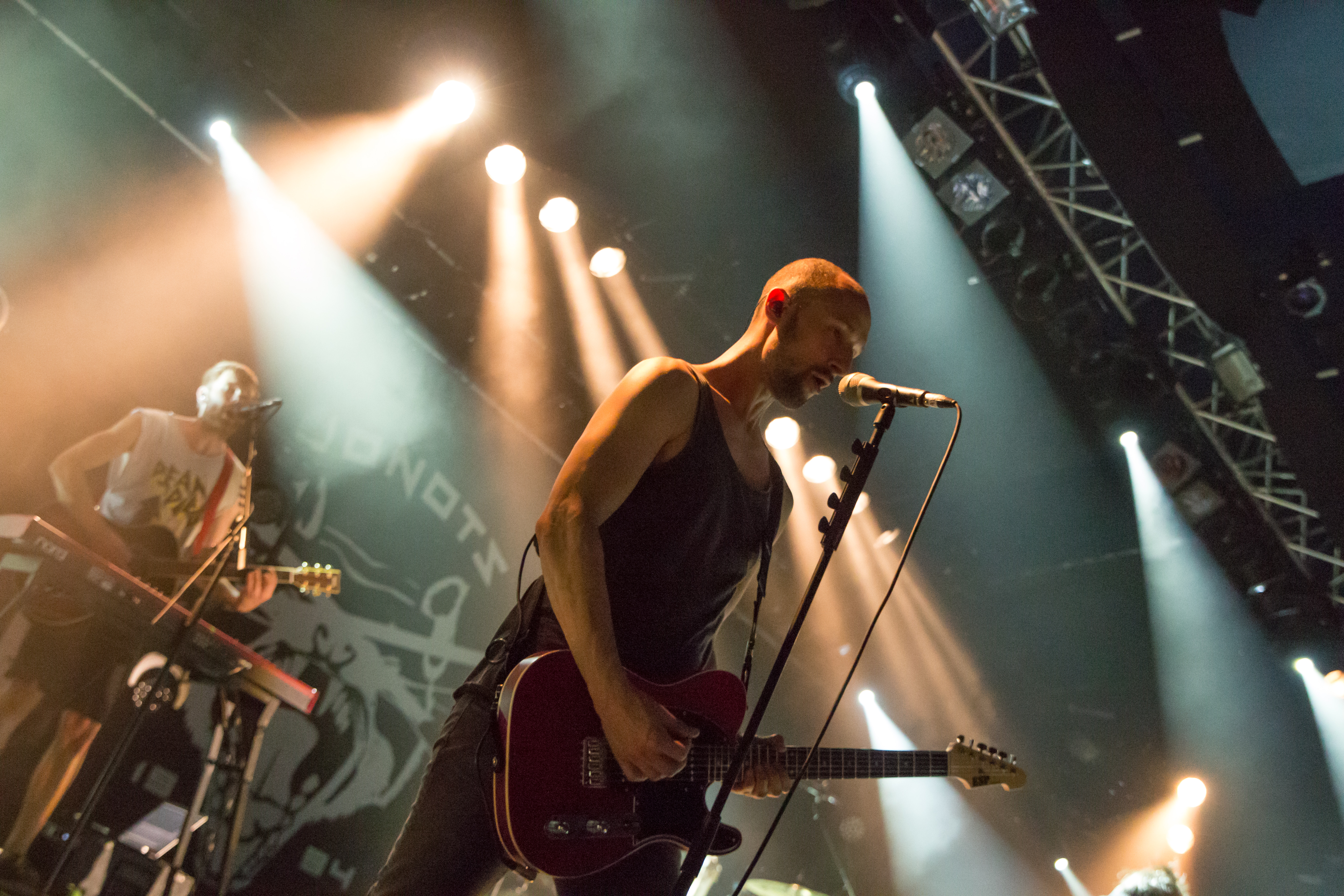
Alex Siedenbiedel au Zelt-Musik-Festival en 2015, à Fribourg-en-Brisgau, en Allemagne.

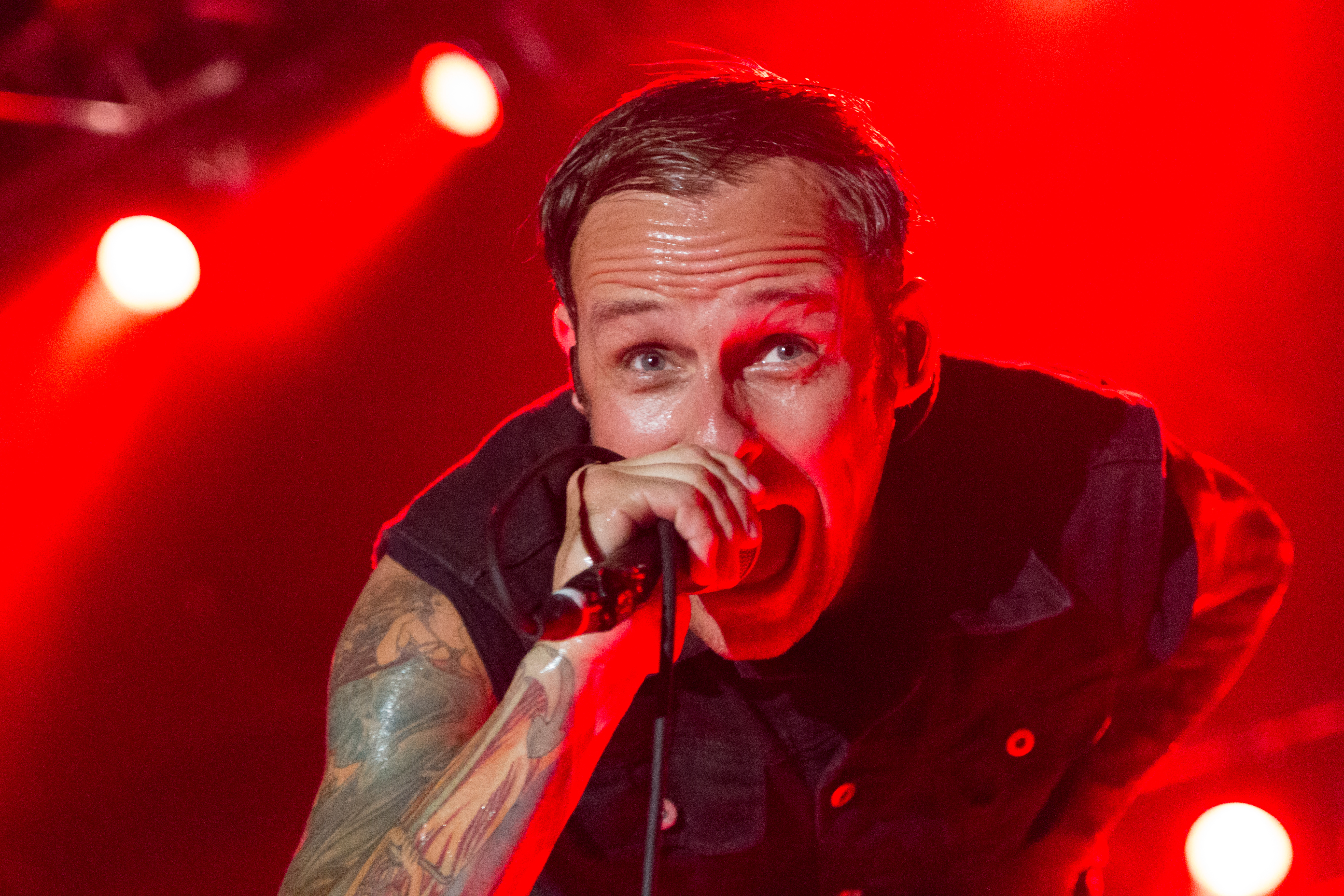
Ingo Knollmann. Zelt-Musik-Festival en 2015, à Fribourg-en-Brisgau, en Allemagne.

Le groupe célèbre sa vingtième année d'existence en avril 2014 avec la sortie du single Das Neue bleibt beim Alten qui fait participer Tim McIlrath de Rise Against,,. Ils participent également à la réédition de Do They Know It's Christmas?. En décembre 2014, ils jouent devant 6 500 spectateurs. Leur dixième album, Karacho, est publié en février 2015 et comprend le single Ich mach nicht mehr mit. L'album atteint la 5e place des classements. La tournée Karacho Tour est annoncée pour mars, mais repoussée à novembre 2015 en raison des blessures du batteur Eike. Le groupe revient au Japon en mai 2015, où ils publient une version en anglais de l'album ¡Carajo!.
Les Donots participent au Bundesvision Song Contest 2015 où ils atteignent la deuxième place avec leur chanson Dann ohne mich, qui attaque des organisations nationalistes comme PEGIDA. Ils jouent leur millième concert en décembre 2016.
Le 3 juin 2022, les Donots ont ouvert, comme en 2015, le festival Rock am Ring, organisé pour la première fois depuis 2019 après la crise de Corona. En tant qu'invités surprise, Die Toten Hosen se produit avec Donots et reprend notamment le morceau Schrei nach Liebe de Ärzte. Ce jour-là, ils ont annoncent également leur douzième album studio, Heut ist ein guter Tag, qui sort en février 2023. En novembre 2022, ils ajoutent un jour supplémentaire au Grand Münster Slam, qui est devenu le Grand Münster Slam Weekender. Comme les années précédentes, le lieu de l'événement était la Halle Münsterland. En deux soirées, 13 000 spectateurs assistent à cet événement. Frank Turner, Montreal et Sondaschule, entre autres, font  la première partie. 
Le 6 mai 2024, les Donots reçoivent le prix Radio BOB! Award de la station de radio rock Radio BOB ! qui, à l'occasion de « 30 ans de son punk rock incomparable et de leur présence scénique incomparable », rendait ainsi hommage aux Donots, « un groupe qui porte depuis 30 ans le punk rock d'Ibbenbüren dans le monde et qui, malgré ses nombreux succès, reste foncièrement sympathique », en tant que « personnalités exceptionnelles du cirque rock et metal ». En 2025, le groupe sort le single Allein zu allein. 

## Membres

### Membres actuels
- Ingo Knollmann - chant (depuis 1993)
- Guido Knollman - guitare (depuis 1993)
- Jan Dirk Poggemann - basse (depuis 1993)
- Eike Herwig - batterie (depuis 1995)
- Alex Siebenbiedel - guitare (depuis 1996)

### Membre de tournée
- Robin Völkert - claviers, guitare, chœurs (depuis 2011)

### Anciens membres
- Jens « Stone » Grimstein - guitare (1993–1996)
- Jens Trippner - batterie, percussions (1993–1995)

## Discographie

### Albums studio
- 1996 : Pedigree Punk
- 1998 : Tonight’s Karaoke Contest Winners
- 1999 : Better Days Not Included
- 2001 : Pocketrock
- 2002 : Amplify the Good Times
- 2004 : Got the Noise
- 2008 : Coma Chameleon
- 2010 : The Long Way Home
- 2012 : Wake the Dogs
- 2015 : Karacho

### Démos
- 1994 : We Do Not Care - So Why Should You (première démo)
- 1994 : Second Demo (jamais sorti)

### EP
- 2001 : We're Not Gonna Take It (CD, DVD)
- 2001 : Donots/Midtown Toursplit

### Apparitions
- 2003 : Aggropop Now! (avec la chanson Ausgebombt)
- 2004 : Rock Against Bush, Vol. 2 (avec la chanson Time's Up)
- 2005 : Kunst! 20 Jahre Kassierer (avec la chanson Ich töte meinen Nachbarn und verprügel seinen Leiche)
- 2005 : Aggropop Now! (avec la chanson Ausgebombt)

### Singles
- 1999 : Outshine the World (CD single)
- 2001 : Room with a View (CD single)
- 2001 : Superhero (CD single)
- 2001 : Whatever Happened To The 80s (CD single)
- 2002 : We're Not Gonna Take It (CD single)
- 2002 : Saccharine Smile (CD single)
- 2002 : Big Mouth (CD single)
- 2004 : We Got the Noise (CD single)
- 2004 : Goodbye Routine (CD single)
- 2008 : Stop the Clocks (CD single)
- 2010 : Calling (téléchargement payant)
- 2010 : Forever Ends Today (CD single)

### Raretés
- 2005 : Protest Song (chanson gratuite en ligne enregistrée avec Anti-Flag)

## DVD
- 2003 : We're Not Gonna Take It
- 2005 : Ten Years Of Noise